# Ophioleuce seminudum
Ophioleuce seminudum is een slangster uit de familie Ophiuridae.
De wetenschappelijke naam van de soort werd in 1904 gepubliceerd door René Koehler.